# Vedran Bosnić
Vedran Bosnić (Sarajevo, 4 giugno 1976) è un allenatore di pallacanestro ed ex cestista bosniaco naturalizzato svedese.

## Palmarès

### Giocatore
- Campionati della Bosnia ed Erzegovina: 1

Sloboda Tuzla: 1996-97
- Coppa di Bosnia ed Erzegovina: 1

Sloboda Tuzla: 1999

### Allenatore

#### Squadra
- Campionato svedese: 4

Södertälje: 2012-13, 2013-14, 2014-15, 2015-16
- Coppa di Lega svizzera: 1

Lions de Genève: 2019
- Supercoppa di Svizzera: 2

Lions de Genève: 2017, 2018

#### Individuale
- Svenska basketligan Coach of the year: 5

2011, 2012, 2013, 2014, 2015
- Pro Basketball League Coach of the year: 1

2021